# Державний астрономічний інститут імені Павла Штернберга МДУ
Держа́вний астрономі́чний інститу́т і́мені Павла́ Ште́рнберга МДУ (ДАІШ) — науково-дослідна установа Московського університету. Назву отримав на честь радянського астронома й революційного діяча Павла Штернберга. Розташований у Москві за адресою: Університетський проспект, 13.

## Історія
Інститут створений 1931 року на базі астрономічної обсерваторії Московського університету, яка існувала з 1830 року на Прєсні. Виконував «службу часу» в СРСР.
З 1948 року ДАІШ — міжнародний центр дослідження змінних зір.
З 1954 року має чималий комплект астрономічного устаткування і лабораторій на Ленінських горах. Крім того, роботи ведуться на Красній Прєсні, в Кучині (під Москвою) і на спеціальній станції в Криму. У 2009 році на Кавказі було збудовано Кавказьку гірську обсерваторію з 2,5 м дзеркальним телескопом.
ДАІШ має багату бібліотеку астрономічної літератури (понад 75 тис. томів). Видає періодичні наукові видання «Труды» і «Сообщения».

## Основні напрями досліджень
- Зоряна астрономія;
- гравіметрія;
- дослідження Сонця тощо.

## Спостережні бази

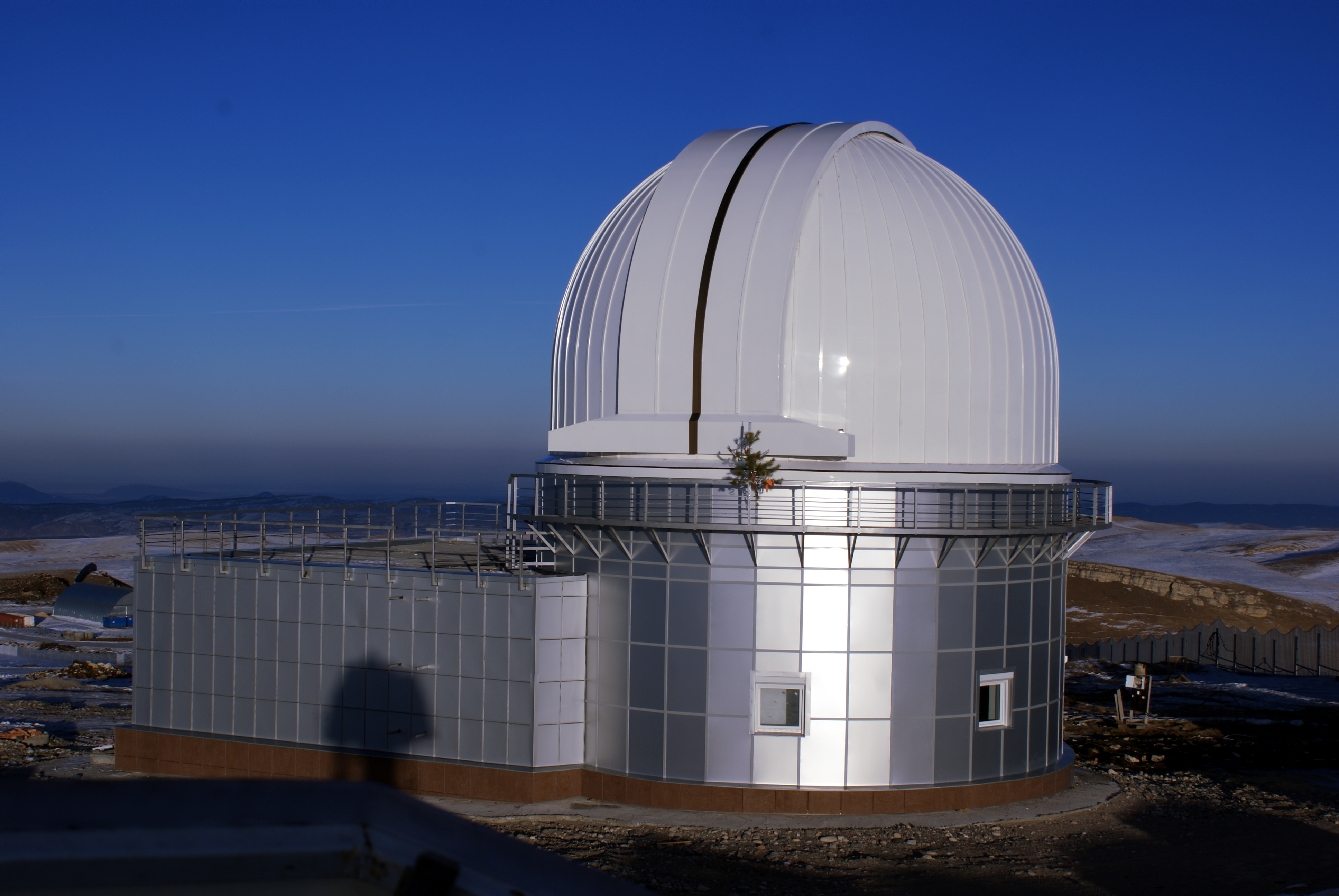
Кавказька гірська обсерваторія ДАІШ МДУ

- Кримська лабораторія ДАІШ (Південна станція ДАІШ, з 1958 року).
- 125-см рефлектор ЗТЕ (Кассегрен) (1961, сконструйований за технічним завданням, розробленим в Енгельгардтівській обсерваторії; ЛОМО).
- ЗТЛ-180 (1958).
- Світлосильний Цейсс-400 (F=1600 мм), астрограф, з Кучіно  (ширококутний 40 см астрограф Цейсса, 1958).
- 50-см менісковий телескоп АЗТ-5 з Москви (1958).
- 48 см дзеркальний телескоп АЗТ-14 (1965).
- Цейс-600 (1969).
- Баксанська нейтринна обсерваторія.
- Кавказька гірська обсерваторія ДАІШ МДУ.
- Система «МАЙСТЕР» (Мобільна Астрономічна Система ТЕлескопів Роботів).

Колишні бази:
- Тяньшанська високогірна станція (Велике Алма-Атинське озеро, з 1957 року; після 1994 року — націоналізована Урядом Казахстана):
  - небулярний спектрограф М. М. Парійського (для вивчення проти сяйва);
  - горизонтальний сонячний телескоп із спектрографом ДФС-3 та інфрачервоним спектрометром ІКС-6 та безщілинний рефлектор-спектрограф ** АСІ-5;
  - АЗТ-14 (D=48 см, рефлектор, 1966—1970).
  - рефрактор-куди фірми «Оптон» (ФРН) із На-фільтром (1966—1970)
- Майданакська лабораторія (на початку 1990-х років націоналізована Узбекистаном)